# Alice-Leone Moats
Alice-Leone Fosos (Ciudad de México, 1908-Filadelfia, 14 de mayo de 1989) fue una periodista y autora mexicana. Asistió a escuelas conventuales en la Ciudad de México, Roma y París, así como a la Brearley School en Manhattan y la Fermata School for Girls en Aiken, Carolina del Sur.

## Biografía
Moats nació en México y fue la única hija de una pareja de estadounidenses. Su padre era un empresario que tenía un negocio maderero en la Ciudad de México. Su madre la hizo aprender cinco idiomas cuando era niña. Moats se matriculó en la Brearley School de Nueva York cuando tenía diez años y luego hizo estudios en Roma y París.
Moats completó la escuela secundaria en México y en la Escuela Fermata en Aiken, Carolina del Sur. Luego fue admitida en la Universidad de Oxford aunque su estancia ahí duró solo tres días. 

### Carrera
Moats comenzó su carrera como escritora en 1933 cuando recibió el encargo de escribir No Nice Girl Swears, un libro de etiqueta un tanto irónico. Luego se desempeñó como corresponsal en el extranjero de la revista Collier en Japón, China, la Unión Soviética y otros países. En 1943 usó estas experiencias para escribir su libro favorito, Cita a ciegas con Marte, sobre un viaje por el Lejano Oriente. En un artículo de Eugene Lyons en la edición de septiembre de 1951 de la revista The American Legion, Moats fue citada diciendo: "En este momento, cuando se habla tanto sobre la caza de brujas y el cebo rojo, podría ser saludable para el público estadounidense aprender sobre la caza de brujas y los cebos a los que han sido sometidos los anticomunistas. Me tildaron de fascista, una mujer peligrosa, una alborotadora. Mi carrera como reportera política se arruinó tan efectivamente como la carrera de algún funcionario del gobierno despedido por ser un comunista. Pero podría hacer mucho menos al respecto, y nadie saltó en mi defensa". Más tarde se convirtió en columnista de The Philadelphia Inquirer. Conservadora política y de fe católica, contribuyó a la National Review en la década de 1960.
Después de varias décadas de informar, viajar a países que eran zonas de guerra y escribir nueve libros y cientos de artículos en revistas, Moats limitó su escritura en su última década a una columna que escribió para la página de comentarios de The Inquirer . La columna fue un gran éxito. Muchos periódicos distribuyeron sus columnas. Usó su estilo mordaz, ingenioso y dispuesto para cubrir temas como la política internacional o el perfil de un simple funcionario que conoció. 
Aunque escribía con bastante frecuencia sobre cuestiones políticas, no le gustaba verse encerrada al elegir entre ser catalogada o tomar una posición demócrata o republicana. Incluso en su última columna criticó a las feministas de su país por no apoyar a la senadora estadounidense Nancy Kassebaum, quien había votado en contra del nombramiento de John Tower como secretario de Defensa. Se le describe como terca, discutidor e inflexiblemente honesta. 
Aunque afirmaba haberse comprometido ocho veces, Moats nunca se casó.

## Obra

### Libros
Según el catálogo de la Biblioteca del Congreso, Moats escribió:
- Ninguna chica buena jura (1933)[2][3]
- Hacia México (1935)[4]
- Cita a ciegas con Marte (1943)[5]
- Sin pasaporte para París (1945)[6]
- Inocencia violenta (1951)[7]
- En casa en el extranjero (1954)[8]
- Lupescu (1955)[9]
- Locura romana (1965)[9]
- Million Dollar Studs (1977)[10] Million Dollar Studs (1978)[11]

### Artículos
- "La mejor apuesta de Gran Bretaña: Conoce al nuevo embajador", Collier's Weekly (1940)
- "¡Cuidado, honorable espía!" Collier's Weekly (1941)
- "Courage to Burn" (reseña de The Russian Guerrilla ), Collier's Weekly (1941)
- " Ella vive con miedo ", American Weekly (1952)
- "El extraño pasado de Fidel Castro ", National Review (1957)
- " La Polonia de Gomulka ", Revista Nacional (1959)
- "El enigma del Papa Pablo VI ", National Review (1963)
- "¿Puede alguien liberar al cardenal Mindszenty", National Review (1963)
- "La confesión", National Review (1969)
- " Giscard al timón", National Review (1974)